# 21653 Девідвонґ
21653 Девідвонґ (21653 Davidwang) — астероїд головного поясу, відкритий 22 липня 1999 року.
Тіссеранів параметр щодо Юпітера — 3,220.